# Amphiura inepta
Amphiura inepta är en ormstjärneart som beskrevs av Alexander Michailovitsch Djakonov 1954. Amphiura inepta ingår i släktet Amphiura och familjen trådormstjärnor. Inga underarter finns listade i Catalogue of Life.